# Granite County
Granite County ist ein County im Bundesstaat Montana der Vereinigten Staaten. Der Verwaltungssitz (County Seat) ist in Philipsburg.

## Demografische Daten
Nach der Volkszählung im Jahr 2000 lebten im County 2.830 Menschen. Es gab 1.200 Haushalte und 784 Familien. Die Bevölkerungsdichte betrug 1 Einwohner pro Quadratkilometer. Ethnisch betrachtet setzte sich die Bevölkerung zusammen aus 96,25 % Weißen, 0,00 % Afroamerikanern, 1,27 % amerikanischen Ureinwohnern, 0,14 % Asiaten, 0,04 % Bewohnern aus dem pazifischen Inselraum und 0,46 % aus anderen ethnischen Gruppen; 1,84 % stammten von zwei oder mehr ethnischen Gruppen ab. 1,27 % der Bevölkerung waren spanischer oder lateinamerikanischer Abstammung.
Von den 1.200 Haushalten hatten 27,10 % Kinder und Jugendliche unter 18 Jahre, die bei ihnen lebten. 54,70 % waren verheiratete, zusammenlebende Paare, 7,40 % waren allein erziehende Mütter. 34,60 % waren keine Familien. 30,10 % waren Singlehaushalte und in 12,30 % lebten Menschen im Alter von 65 Jahren oder darüber. Die Durchschnittshaushaltsgröße betrug 2,33 und die durchschnittliche Familiengröße lag bei 2,91 Personen.
Auf das gesamte County bezogen setzte sich die Bevölkerung zusammen aus 24,20 % Einwohnern unter 18 Jahren, 5,70 % zwischen 18 und 24 Jahren, 23,30 % zwischen 25 und 44 Jahren, 30,80 % zwischen 45 und 64 Jahren und 15,90 % waren 65 Jahre alt oder darüber. Das Durchschnittsalter betrug 43 Jahre. Auf 100 weibliche Personen kamen 105,10 männliche Personen, auf 100 Frauen im Alter ab 18 Jahren kamen statistisch 102,60 Männer.

Das jährliche Durchschnittseinkommen eines Haushalts betrug 27.813 USD, das Durchschnittseinkommen der Familien betrug 33.485 USD. Männer hatten ein Durchschnittseinkommen von 26.250 USD, Frauen 17.961 USD. Das Prokopfeinkommen betrug 16.636 USD. 16,80 % der Bevölkerung und 13,90 % der Familien lebten unterhalb der Armutsgrenze. 24,20 % davon waren unter 18 Jahre und 8,50 % waren 65 Jahre oder älter.

## Geschichte
Elf Bauwerke und Stätten des Countys sind im National Register of Historic Places eingetragen (Stand 8. Februar 2018).

## Orte im Granite County
Citys
| - Drummond - Philipsburg |

Census-designated places (CDP)
| - Maxville |

Unincorporated Communitys
| - Hall |

Ghost Towns
| - Bearmouth - Garnet - Granite |